# Argus As 10

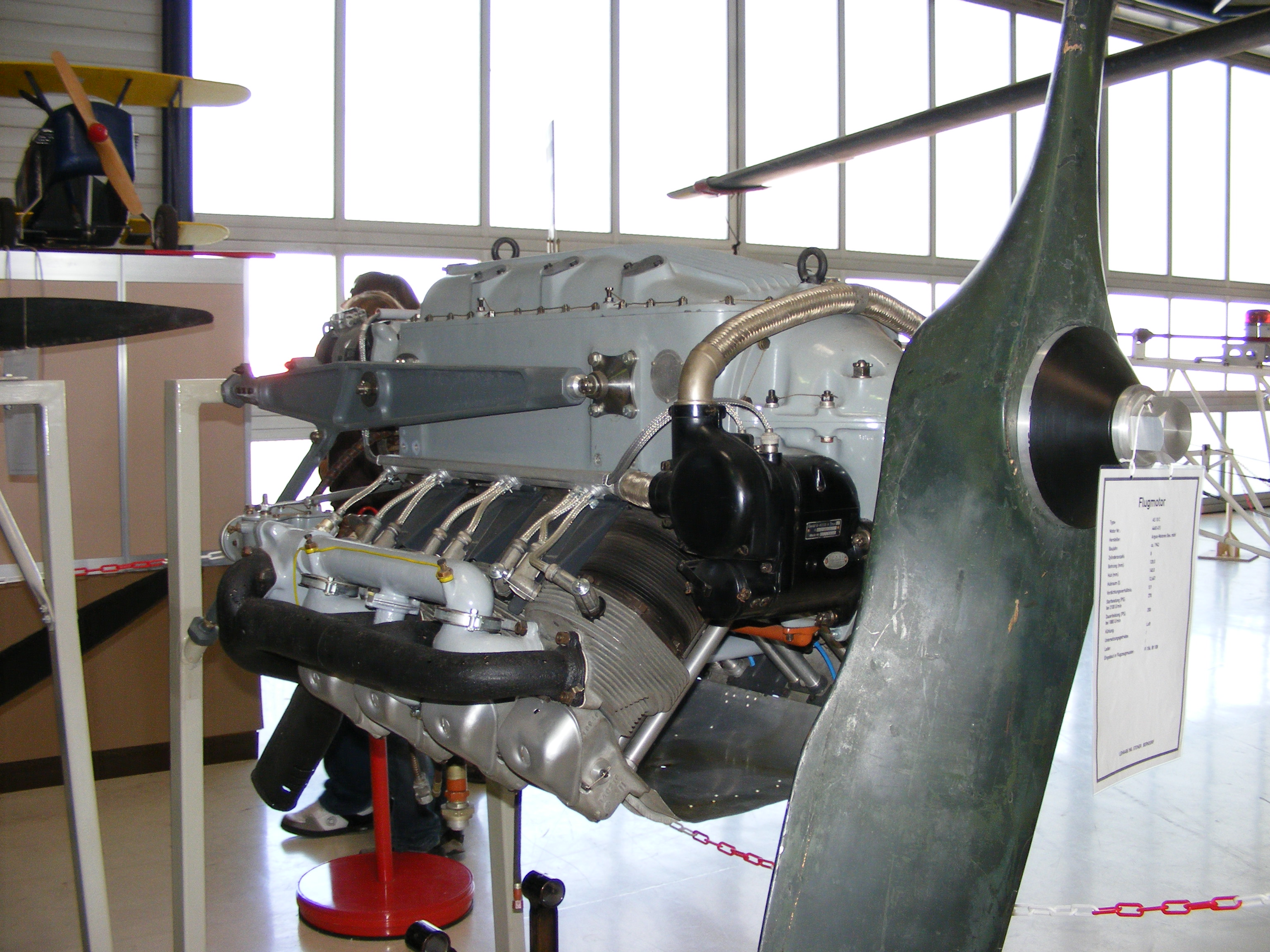
Argus As 10

L'Argus As 10 era un motor d'avió de 8 cilindres en V invertida, refrigerat per aire, dissenyat i construït a Alemanya per Argus Motoren. La seva fabricació va començar el 1928 i va continuar durant tota la Segona Guerra Mundial, i fins i tot després del conflicte. A causa de la seva potència reduïda, es va muntar principalment en avions d'entrenament com l'Arado Ar 66 i el Focke-Wulf Fw 56 Stösser o d'enllaç i reconeixement com el Fieseler Fi 156 Storch.
Característiques tècniques
- 8 cilindres invertits en V a 90 º, de quatre temps, refrigerat per aire.
- Diàmetre pistó:120 mm
- Carrera del pistó: 140 mm
- Cilindrada: 12,667 cm³
- Relació del compressió 6,9: 1
- Potència d'enlairament: (5 min) 240 CV (176 kW) a una velocitat de 2000 rpm
- Potència de creuer: 200 CV (147 kW) a una velocitat de 1880 rpm
- Potència d'emergència: 220 CV a 1940 rpm
- Límit RPM (1 minut) amb màxima acceleració: 2600 rpm
- Pes: 232 kg
- Consum de combustible en creuer (mínim 78 octans): aproximadament 60 litres per hora
- Ordre d'encesa: 1–5–4–8–7–2–6–3
- Direcció de gir del cigonyal: dreta
- Temperatura màxima admissible del cilindre: 285 ° C
- Velocitat de ralentí: 350 rpm